# Coscienziosità
In psicologia, la coscienziosità è un tratto di personalità. Le persone coscienziose tendono a svolgere bene i compiti ad esse assegnati e a prendere sul serio gli obblighi verso gli altri. Tendono ad essere efficienti e organizzate, piuttosto che accomodanti e disordinate. Mostrano la tendenza all'autodisciplina, ad agire con rispetto e a mirare al successo; mostrano un comportamento pianificato piuttosto che spontaneo, e sono generalmente affidabili. Tale tratto si manifesta in comportamenti caratteristici come l'essere accurati e sistematici, e include elementi come attenzione, diligenza, completezza e tendenza a pensare attentamente prima di agire.
La coscienziosità è considerata un tratto fondamentale e un fattore indipendente in molti modelli della personalità, tra cui il Big Five. Sebbene il tratto sia associato a caratteristiche percepite generalmente come positive, gli individui che ottengono punteggi molto alti in questa scala possono anche essere maniaci del lavoro, perfezionisti e compulsivi nel loro comportamento. Le persone che ottengono un punteggio basso sulla coscienziosità tendono a essere rilassate, meno orientate agli obiettivi e meno guidate dal successo; punteggi molto bassi indicano anche una maggiore probabilità di assumere comportamenti antisociali e criminali.